# Amady Camara
Pour les articles homonymes, voir Camara.
Amady Camara, né le 28 mai 2005 à Bamako au Mali, est un footballeur international malien qui évolue au poste d'attaquant au FC Nantes, en prêt du SK Sturm Graz.

## Biographie

### En club
Né à Bamako au Mali, Amady Camara est formé par le FC Diarra avant de rejoindre l'Autriche pour s'engager en faveur du SK Sturm Graz en juillet 2023, où il intègre dans un premier temps l'équipe réserve.
Il joue son premier match de première division autrichienne le 12 novembre 2023, face à l'Austria Klagenfurt. Il entre en jeu à la place de Bryan Teixeira et son équipe s'impose par trois buts à zéro,.
Il devient champion d'Autriche en 2024, le Sturm Graz étant sacré pour la quatrième fois de son histoire.
Il est sacré champion d'Autriche une deuxième fois en 2025, participant au cinquième titre de l'histoire du SK Sturm Graz,.

### En sélection
Amady Camara honore sa première sélection avec l'équipe nationale du Mali le 6 septembre 2024 face au Mozambique. Il entre en jeu et les deux équipes se neutralisent (1-1 score final).

## Palmarès
Sturm Graz
- Championnat d'Autriche (2) :
  - Champion : 2023-2024 et 2024-2025.